# Rzeki w Albanii

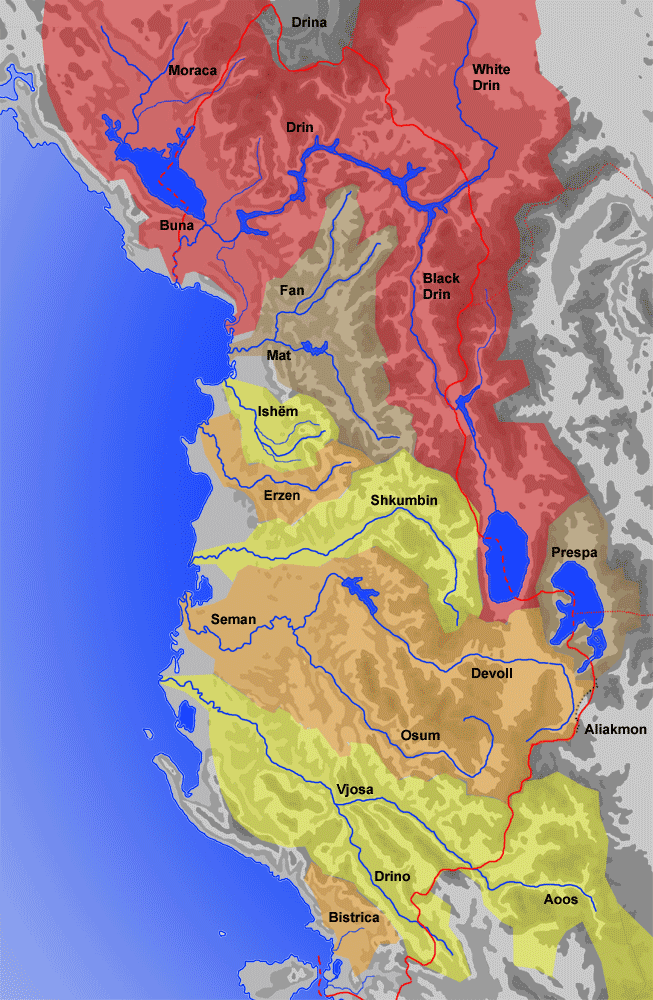
Mapa z ważniejszymi rzekami

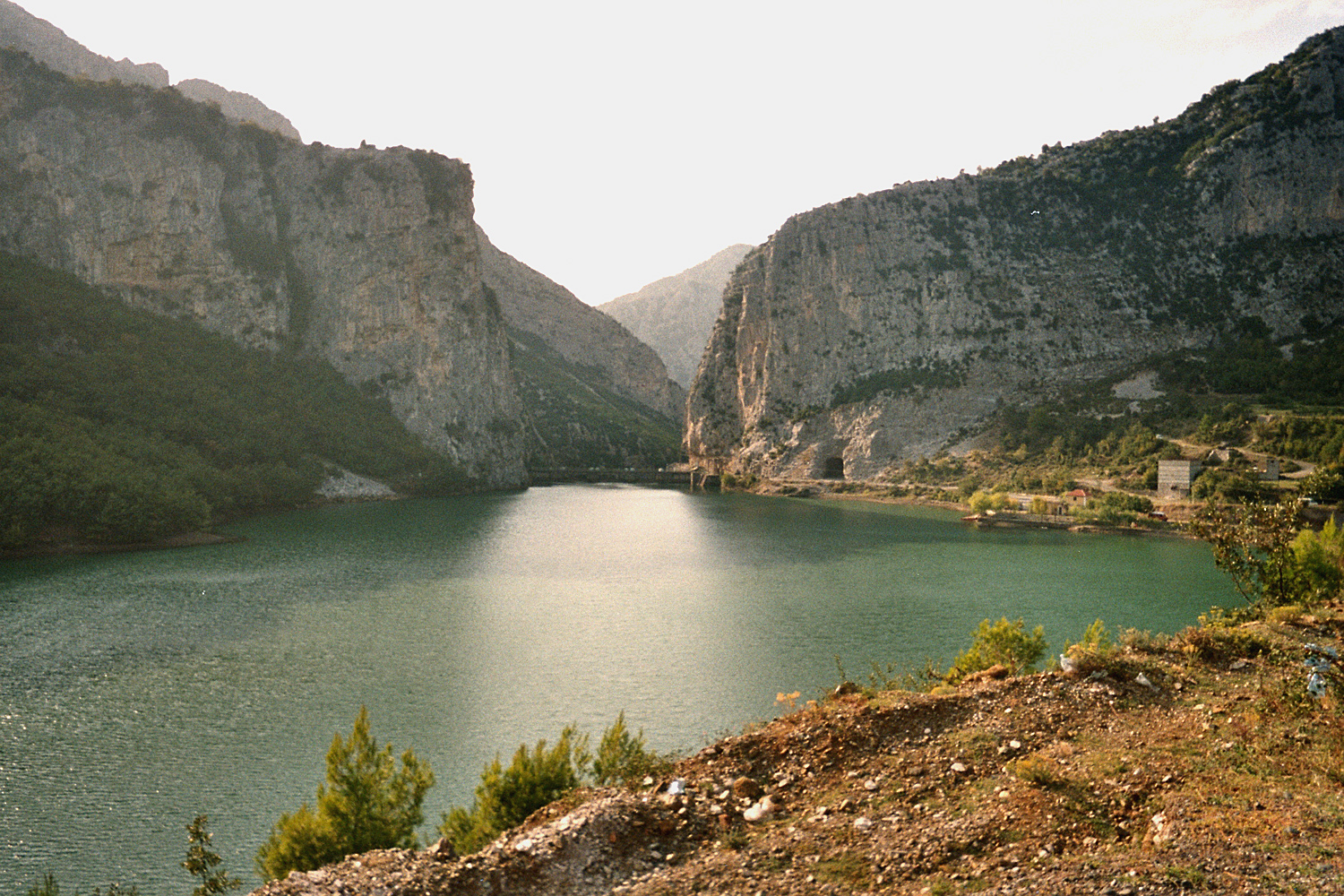
Rzeka Mat w północnej Albanii

Rzeki w Albanii prawie w całości znajdują się w zlewisku Morza Adriatyckiego i Jońskiego. Najdłuższe rzeki to Drin (285 km, pow. dorzecza 11 576 km²), Seman z Devoll (252 km, pow. dorzecza 2600 km²) i Wjosa (272 km).
Lista rzek Albanii:
- Berisha
- Biały Drin dł. 175 km (19 km w Albanii)
- Bistrica dł. 25 km
- Bunë dł. 44 km
- Bushtrica
- Cem dł. 62,2 km (30,8 km w Albanii)
- Czarny Drin dł. 177 km (121 km w Albanii)
- Devoll dł. 196 km
- Drin dł. 285 km
- Drino dł. 84,6 km (ok. 65 km w Albanii)
- Dunaveci
- Erzen dł. 109 km
- Fan dł. 15 km
- Gjadrir
- Gjanicë
- Gjola
- Gomsiqja
- Gostima
- Ishëm dł. 74 km
- Kalasë
- Kir dł. 43 km
- Lanë dł. 29 km
- Lesniqja
- Mat dł. 115 km
- Nikaj
- Osum dł. 161 km
- Pavllo
- Qarishta
- Rapun
- Seman dł. 85 km
- Shkumbin dł. 181 km
- Shushicë dł. 80 km
- Tërkuzë
- Tiranë
- Vjosë dł. 272 km
- Zezë